# Psilocybe makarorae
Psilocybe makarorae är en svampart som beskrevs av P.R. Johnst. & P.K. Buchanan 1995. Psilocybe makarorae ingår i släktet slätskivlingar och familjen Strophariaceae.   Inga underarter finns listade i Catalogue of Life.

## Bilder

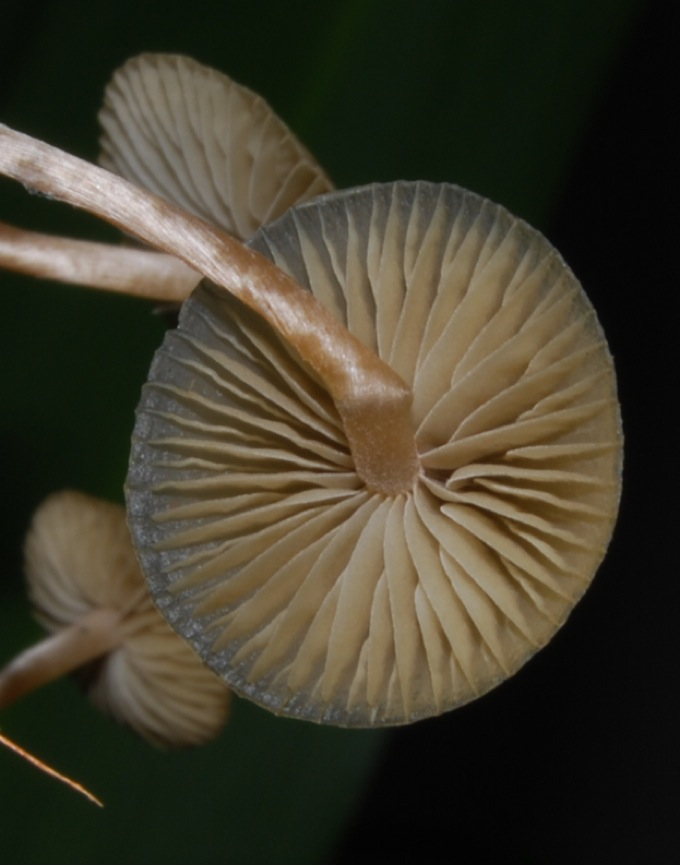
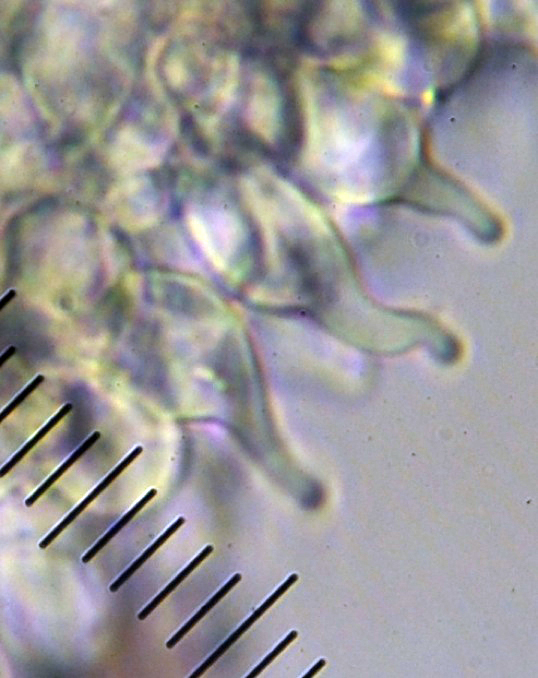
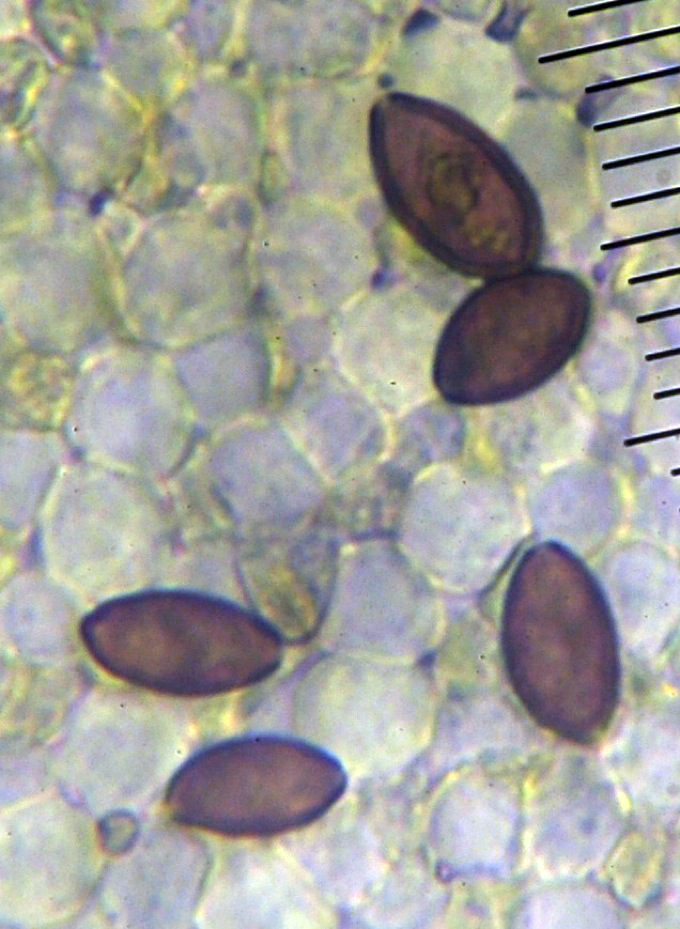